# River Avon (Severn, Bristol)
Der River Avon [ˈeɪvən] ist ein 121 km langer Fluss im Südwesten Englands. Der untere Flussabschnitt ist schiffbar und wird deshalb Avon Navigation genannt. Weil es in England mehrere Flüsse mit dem Namen Avon gibt, wird der Fluss häufig auch als Lower Avon oder Bristol Avon bezeichnet.

## Verlauf
Der River Avon entspringt an den südlichen Hängen der Cotswolds östlich von Chipping Sodbury in der Unitary Authority South Gloucestershire. Er verläuft dann zunächst ostwärts, später in Richtung Süden durch die Grafschaft Wiltshire. Anschließend wendet sich der Fluss in nordwestliche Richtung und durchfließt Bradford-on-Avon, Bath und Bristol und mündet in den Ästuar des Severn in Avonmouth bei Bristol. Zum Einzugsgebiet des Avon gehören rund 2.308 Quadratkilometer. Von der Quelle bis zur Mündung hat der gut 121 km lange Fluss ein Gefälle von etwa 150 Metern. Über weite Teile bildet der River Avon die Grenze zwischen den zeremoniellen Grafschaften Somerset und Gloucestershire.
Im Zentrum von Bristol ist der River Avon tidenabhängig und wird von seinem ursprünglichen Flussbett in einen Kanal namens New Cut umgeleitet, der zwischen 1804 und 1809 ausgehoben wurde, um den Zugang für Seeschiffe zu ermöglichen. Im originären Flussbett wird der Wasserstand durch Schleusentore (erbaut von Isambard Kingdom Brunel) auf einer konstanten Höhe gehalten. Dieser Bereich bildet den Hafen von Bristol und wird Floating Harbour genannt. Durch den konstanten Wasserstand wird verhindert, dass die im Hafen liegenden Schiffe bei Ebbe trockenfallen. Flussabwärts hat der Avon die Avon-Schlucht geformt, die von der von Brunel erbauten Clifton Suspension Bridge überspannt wird.
Der River Avon ist durchgängig schiffbar von seiner Mündung in Avonmouth bis zur Pulteney-Brücke im Zentrum von Bath. Kurz vor dem Wehr an der Brücke zweigt der Kennet-und-Avon-Kanal vom Fluss ab. Zusammen mit dem Kanal Kennet Navigation und der Themse besteht so eine durchgängige Route für Kanalboote, den sogenannten Narrowboats, von Bristol nach London.
Von Avonmouth bis Bristol durch die Avon-Schlucht ist der Fluss tidenabhängig und ist für seegängige Schiffe nur bei Flut passierbar. Dies führte letztlich dazu, dass die Hafenanlagen von Bristol heute nicht mehr genutzt werden; neue wurden in Avonmouth errichtet.

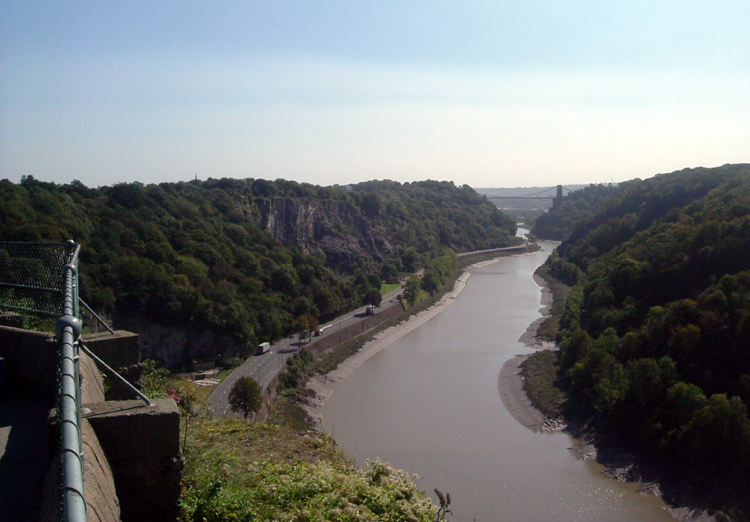
Die Avon-Schlucht mit der Clifton Suspension Bridge
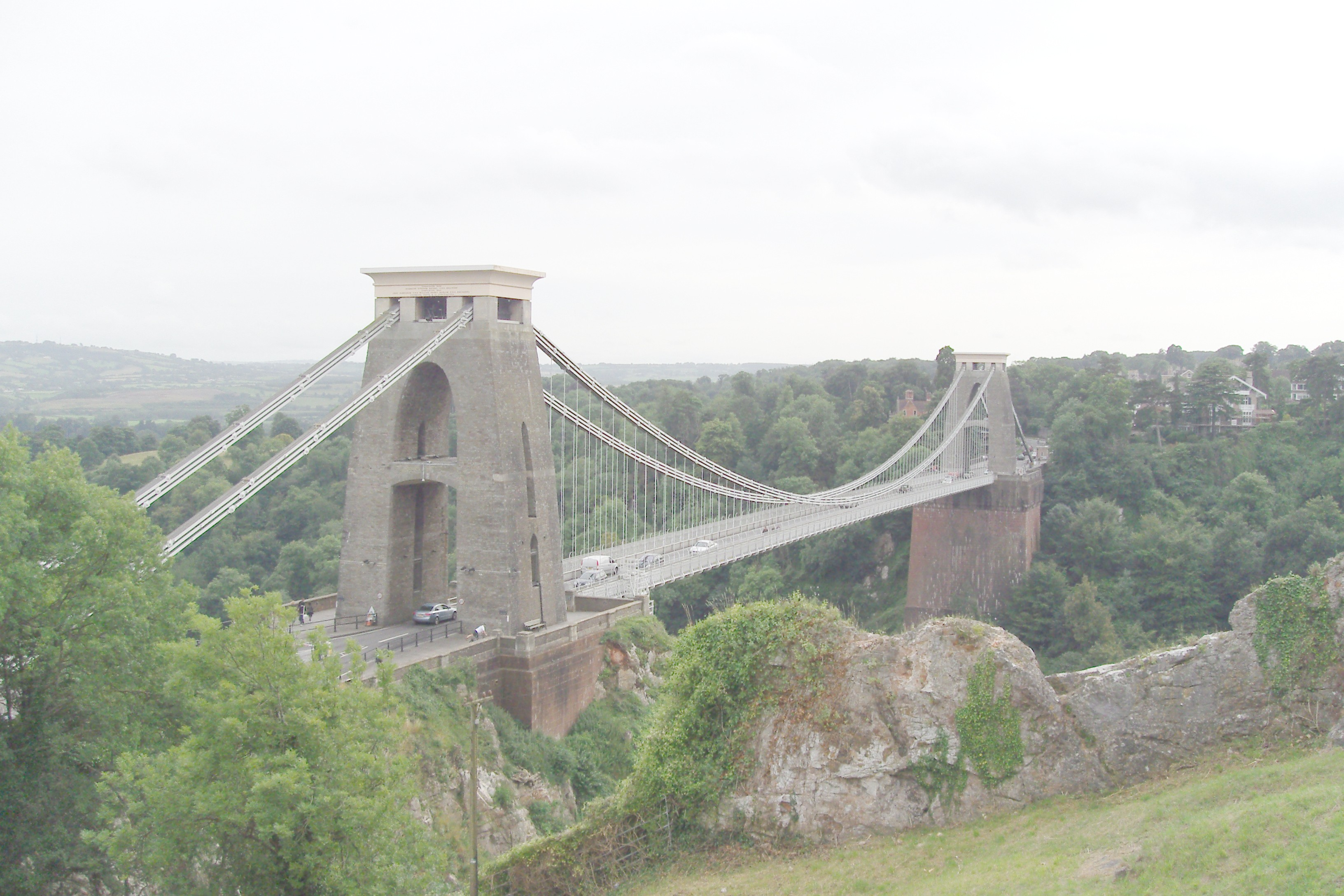
Blick auf die Suspension Bridge

## Etymologie
Der Name des Flusses leitet sich von einem keltischen Wort für „Fluss“ ab und bezeichnet mehrere Flüsse in Großbritannien, beispielsweise:
- Avon of Warwickshire (Upper Avon)
- Avon of Wiltshire and Hampshire (East Avon oder Hampshire Avon)

Auch in der walisischen Sprache bedeutet „Afon“ Fluss oder einfach Wasser.